# Yolanda Saldívar
Yolanda Saldívar (San Antonio, Texas, 19 de septiembre de 1960) es una exenfermera estadounidense, encarcelada por el asesinato de Selena Quintanilla cometido en Corpus Christi (Texas), en marzo de 1995. Saldívar trabajaba como presidenta del club de fans de Selena y gerente de sus boutiques, pero perdió ambos puestos poco tiempo antes del asesinato, cuando la familia de la cantante descubrió que estaba malversando dinero de ambas organizaciones. 
Tres días después de que el jurado la encontrara culpable de asesinato, sentenciaron a Saldívar a cadena perpetua con posibilidad de libertad condicional después de 30 años. Se programó una audiencia de libertad condicional para el 30 de marzo de 2025. Dicha petición de libertad condicional de Saldívar fue denegada el 27 de marzo de 2025, la próxima revisión de la libertad condicional está programada para marzo de 2030.

## Biografía
Es hija de Juanita y Frank Saldívar; tiene seis hermanos.

### Club de fans de Selena
Saldívar, una exenfermera, fue originalmente una fanática de la música country. Después de asistir a uno de los conciertos de Selena, comenzaría a llamar en repetidas ocasiones al padre de Selena, Abraham Quintanilla, planteándole la idea de comenzar un club de fans en San Antonio. Quintanilla finalmente cedió a las solicitudes de Saldívar y de inmediato se convirtió en presidente del club.
Saldívar fue ascendida a gerente de las boutiques de ropa de Selena, Selena Etc. Para 1993, el club de fans había alcanzado los 1500 miembros en menos de cuatro años y, finalmente, creció a más de 5000. Se convirtió en uno de los clubes de fans más grandes del área de San Antonio.

## Asesinato de Selena
En 1995, la familia de Selena Quintanilla había descubierto que Saldívar le estaba robando a la artista. Ante este hecho, Saldívar compró un revólver calibre 38 Taurus modelo 85, de cañón recortado, bajo la excusa de que lo necesitaba para uso personal y de defensa propia. Posteriormente se hospedó en la habitación 158 del Hotel Days Inn, en Corpus Christi, donde acordó reunirse con Selena para un asunto relacionado con unos documentos que la artista necesitaba, ya que se acercaba la fecha de declaración de impuestos. 
La reunión tuvo lugar la mañana del viernes 31 de marzo, luego de que Saldívar le contara a Selena por teléfono que había sido violada, para atraer la atención de la cantante. Esa mañana, Yolanda y Selena, luego de volver del médico donde se constató que no hubo violación, tuvieron una fuerte discusión en la cual Selena le dijo a Yolanda todo lo que sabía por boca de sus familiares y que ya no quería volver a saber más de ella, exigiéndole al mismo tiempo los documentos que necesitaba. Justo en ese momento, Saldívar sacó el arma homicida, cuando Selena se aproximaba hacia la puerta. En ese instante, al darse cuenta de que todo estaba perdido para ella, porque no tendría la posibilidad de recuperar la confianza de Selena y al ver que esta se marchaba, Yolanda Saldívar le disparó por la espalda. La bala entró por su hombro derecho, reventándole una de las arterias principales y dejándola herida de muerte. Selena pudo llegar hasta la recepción del hotel, recorriendo unos 107 metros (350 pies), mientras se desangraba debido al disparo. Al entrar, pidió ayuda, temiendo que le volvieran a disparar, y se desplomó en el suelo. Sus últimas palabras fueron: Yolanda Saldivar, room 158. Luego se desvaneció. En menos de dos minutos llegó la ambulancia, pero ya la cantante se había desangrado debido al esfuerzo por llegar a la recepción. Clínicamente ya se encontraba muerta cuando intentaron reanimarla. Se la llevaron sin vida al hospital. A pesar de eso, los doctores hicieron todo lo posible para intentar salvarla, pero los esfuerzos fueron en vano, y fue declarada oficialmente muerta en el Hospital Central a las 01:05 h. Mientras tanto, Saldívar intentó salir del hotel donde fue interceptada por varios policías que recorrían el sitio. Tras nueve horas de negociación con la policía, ya que se encerró en su camioneta, Saldívar fue detenida luego de que amenazara con quitarse la vida y le dijera a la policía que el arma se le disparó por accidente, alegato que no pudo ser probado en el juicio. Los testigos del hotel aseguraron que en el momento en que le disparó a la artista, Saldívar perseguía a Selena mientras le apuntaba con el arma y le gritaba.

## Juicio y encarcelamiento

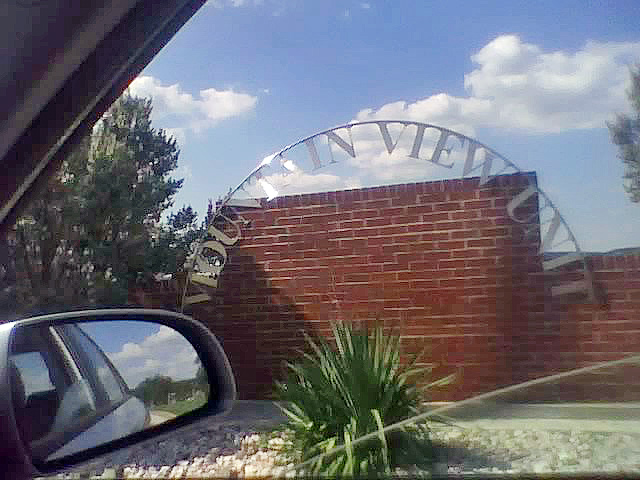
Unidad Mountain View, donde Yolanda cumple su sentencia.

El lugar del juicio fue trasladado a Houston, Texas. Antes del inicio del juicio, la cadena CNN informó que se esperaba introducir una confesión firmada por la policía en la que Saldívar afirmaba que le disparó a Selena durante una discusión sobre las acusaciones en las que el padre de la cantante afirma que Saldívar le robaba dinero a las cuentas de Selena. Según escuchó el Ranger Robert Garza, el disparo fue accidental.
Aunque el abogado de la defensa argumentó para las reclamaciones en contra de Saldívar que el disparo fue accidental, la fiscalía planteó la cuestión de que Saldívar, a pesar de ser una enfermera, ni llamó al 911 ni trató de ayudar a la víctima después de ser baleada. Pese a la afirmación de Saldívar de que el arma "se disparó accidentalmente", se determinó que un arma de fuego de calibre 38 de 5 tiros tipo revólver, requiere de 11 libras (50 N) de presión para dispararse, lo cual sólo puede ocurrir cuando un dedo aprieta el gatillo. El juez que presidió el caso optó por no dar a los jurados la opción de los cargos menores de homicidio o por negligencia, instruyendo a los miembros del jurado que, o bien condenaban a Saldívar por asesinato en primer grado o sea, la única responsable del asesinato en primer grado.
El jurado deliberó durante dos horas. Fue finalmente declarada culpable y condenada a cadena perpetua el 23 de octubre de 1995, con posibilidad de libertad condicional tras treinta años, máxima pena de prisión prevista en el Estado de Texas. El miércoles 22 de noviembre de 1995 llegó a la Unidad de Gatesville (ahora Unidad Christina Crain) en Gatesville, Texas para su procesamiento.
Hasta el momento, Saldívar está cumpliendo su condena a cadena perpetua en la prisión femenina Unidad Mountain View en Gatesville, operada por el Departamento de Justicia Criminal de Texas (TDCJ, por sus siglas en inglés).  Saldívar ha recibido múltiples amenazas de muerte enviadas por otras personas admiradoras de Selena, por lo que cumple su condena prácticamente en aislamiento. Pasa 24 horas al día sola en su celda, sin contacto con otras reclusas. Tiene derecho a un radio de transistores en la comisaría de la prisión y a recibir una visita, de una hora de duración, de su familia o amigos cada semana. Mientras tanto, hasta la fecha, ha sido un misterio la razón por la que Yolanda disparó a Selena.

### Tras la condena
El revólver utilizado para matar a Selena desapareció después del juicio. Más tarde fue encontrado dentro de una caja de suministros de oficina en la casa de la reportera judicial Sandra Oballe, quien ha dicho que no se había dado cuenta de que tenía el arma. A pesar de las objeciones de algunos grupos históricos y fanáticos de la cantante, fue desmantelado y las piezas se arrojaron a la bahía de Corpus Christi en 2002.
Saldívar le ha pedido a la Corte de Apelaciones Penales de Texas que acepte una petición que impugne su condena. Ella afirma que la petición se presentó en 2000 ante el Tribunal de Distrito 214, pero nunca se envió al tribunal superior. Su solicitud fue recibida el 31 de marzo de 2008, en el 13 aniversario de la muerte de Selena.
Apenas cuatro días antes de cumplirse el trigésimo aniversario del crimen, las autoridades carcelarias de Texas denegaron la libertad condicional de Saldivar. La condena a cadena perpetua de Saldívar incluía la posibilidad de solicitar la revisión de su caso pasados 30 años. Tal decisión supone que la rea no podrá volver a pedir que se reabra su caso hasta 2035.
El comunicado de la Junta de Libertad Condicional de Texas indica que “la agresora representa una amenaza continua para la seguridad pública”.

## En la cultura popular
Saldívar fue interpretada por Lupe Ontiveros en la película Selena, por Damayanti Quintanar en El secreto de Selena, una serie basada en el libro del mismo nombre, y por Natasha Pérez en la serie original de Netflix, Selena: la serie.